# Blauschwanz-Buffonkolibri
Die Blauschwanz-Buffonkolibri (Chalybura buffonii), auch kurz Buffonkolibri genannt, ist eine Vogelart aus der Familie der Kolibris (Trochilidae). Die Art hat ein großes Verbreitungsgebiet, das die Länder Panama, Kolumbien, Venezuela und Ecuador umfasst. Der Bestand wird von der IUCN als nicht gefährdet (least concern) eingeschätzt.

## Merkmale
Der Blauschwanz-Buffonkolibri erreicht eine Körperlänge von etwa 10,5 bis 12 cm bei einem Gewicht der Männchen von 6 bis 7,3 g und der Weibchen von 5,9 bis 7,9 g. Der Schnabel und die Beine sind bei beiden Geschlechtern schwarz.

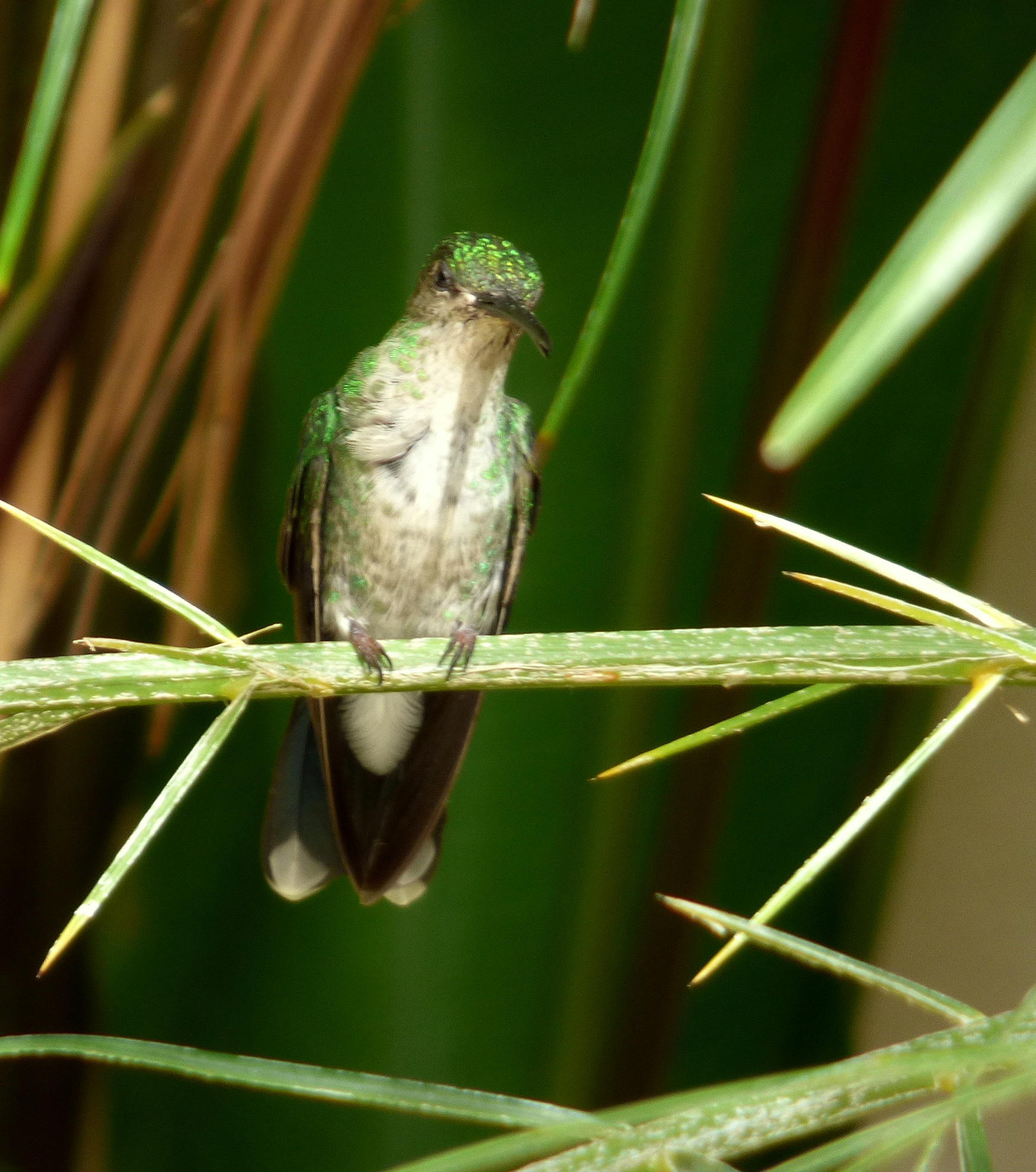
Blauschwanz-Buffonkolibri ♀

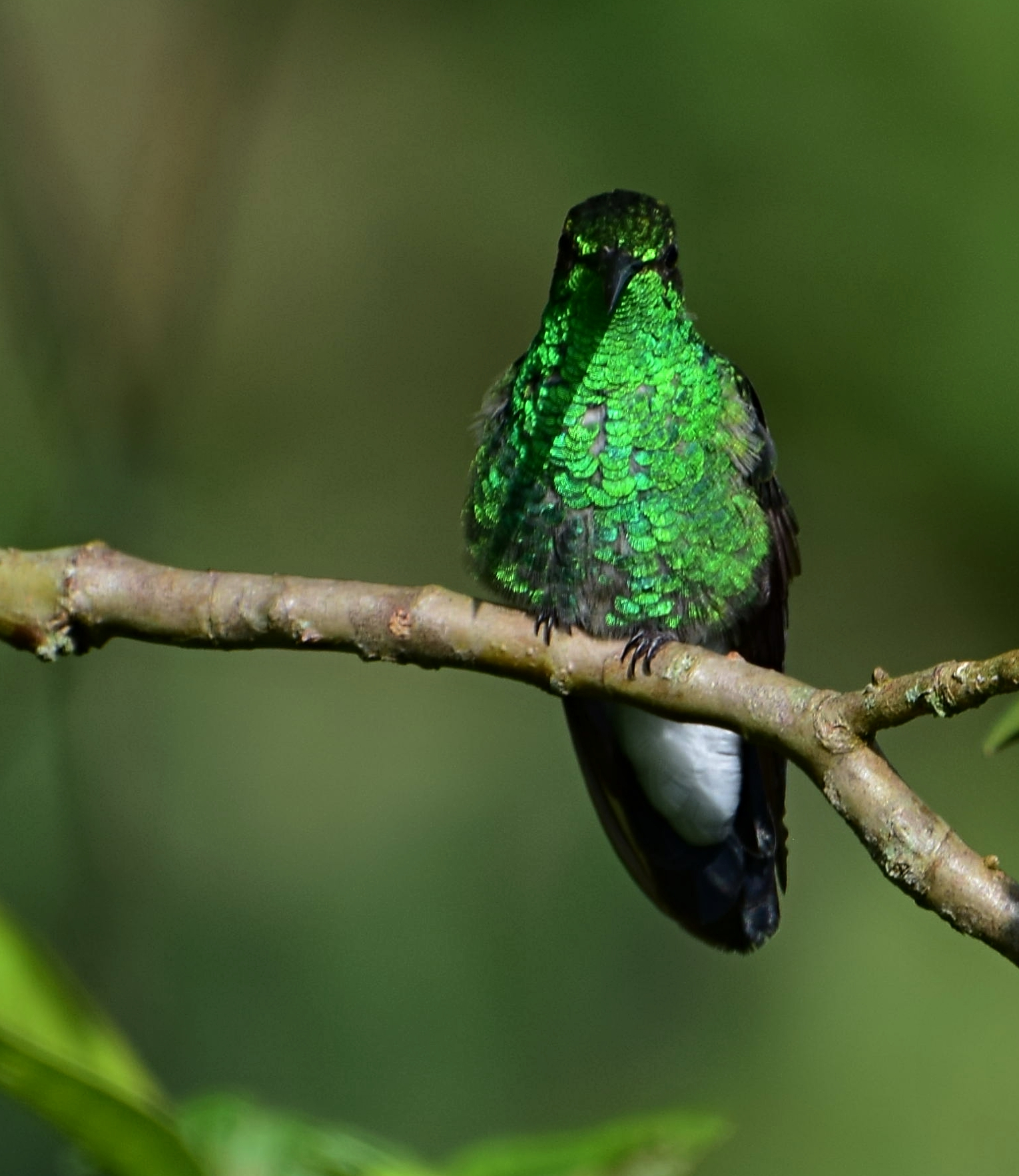
Blauschwanz-Buffonkolibri ♂

Das Männchen ist auf der Oberseite dunkel metallisch grün, wobei Oberkopf und Nacken etwas mehr bronzene Tönung aufweisen und die Oberschwanzdecken mehr kupferbronzen schimmern. Die Unterseite ist hell metallisch grün und bläulich im oberen Bereich der Brust. Der untere Bereich des Bauchs ist weiß, die verlängerten Unterschwanzdecken sind flauschig weiß. Der Schwanz ist blauschwarz, die zentralen Steuerfedern bronzefarben gefärbt. Das Weibchen ist auf der Unterseite grau mit relativ vielen seitlichen und über die Brust verteilten grünen Flecken. Die seitlichen Steuerfedern sind matt grau gefleckt. Männliche Jungvögel haben eine deutlich mattere Grünfärbung auf der Unterseite. Beide Geschlechter haben gelbbraune Fransen am Oberkopf.

## Verhalten und Ernährung
Ihren Nektar holen Blauschwanz-Buffonkolibris vorwiegend von verschiedenen blühenden Bäumen der Gattungen Inga, Calliandra, Trichanthera und Korallenbäumen sowie von Gebüsch der Gattungen Aphelandra, Malvaviscus, Hibiskus, Hamelia, Palicourea und von Kräuter der Gattung der Helikonien. Gewöhnlich fliegen sie als sogenannte Trapliner regelmäßig in rascher Folge ganz bestimmte Blüten an, verhalten sich andererseits aber auch territorial. Sie sind äußerst aggressiv und dominant an den Blüten und verdrängen andere Kolibriansammlungen von den blühenden Bäumen, insbesondere in deren Kronen. Die Männchen agieren an nährstoffreichen Plätzen extrem territorial. Es kommt vor, dass sie mit ihrem Schnabel lange Blumenkronen durchstechen, um an den dahinter liegenden Nektar zu gelangen. Nicht selten fangen sie Mücken, indem sie ihre Jagd von ihren Sitzplätzen auf Zweigen starten oder diese während ihrer anhaltenden Runden erbeuten. Meist sind sie in offenem Gelände oder an Waldrändern unterwegs. Gelegentlich picken sie sich Gliederfüßer von Blättern oder aus Spinnweben.

## Lautäußerungen
Über den Gesang der Blauschwanz-Buffonkolibris ist wenig bekannt. Sie geben kleine Tschip-Laute bei der Nahrungssuche von sich.

## Fortpflanzung
Die Brutsaison der Unterart Chalybura buffonii micans ist in Zentralpanama im September. Im Tal des Río Magdalena brütet die Nominatform C. b. buffonii von März bis Juli, gelegentlich sogar bis in den August. Die Subspezies C. b. caeruleogaster ist von Juni bis November in Brutstimmung. In Aragua könnte es sein, dass C. b. aeneicauda sogar das ganze Jahr brütet, doch liegt die Hochsaison im Zeitraum von März bis Mai. Das kelchartige Nest wirkt ordentlich und besteht aus weichen Pflanzenfasern sowie Spinnweben. Es wird mit Flechten und Moos dekoriert. Ein Nest von C. b. caeruleogaster wurde in 2,5 Metern Höhe über dem Boden in einem Guavenbaum in einem Garten nahe einem angrenzenden Wald entdeckt. Ein anderes mit einem Gelege von zwei Eiern von C. b. buffonii in Tolima war auf einem Zweig eines Zitronenbaums (Citrus limon) in 1,5 Metern Höhe errichtet. Ein Küken schlüpfte aus einem der zwei Eier am 22. Februar und wurde nach 21 Tagen flügge.

## Verbreitung und Lebensraum

Verbreitungsgebiet des Blauschwanz-Buffonkolibris

Der Blauschwanz-Buffonkolibri lebt in trockenen, feuchten und nassen Wäldern, an Waldrändern, auf Kaffeeplantagen, in halboffenem Gelände und Sekundärvegetation. In feuchteren Gegenden, in denen er sympatrisch mit dem Bronzeschwanz-Buffonkolibri (Chalybura urochrysia (Gould, 1861)) vorkommt, bevorzugt er statt Waldgebieten eher offenes, gebüschiges Gelände. Nur die Unterart C. b. caeruleogaster und etwas seltener die Nominatform findet man im Inneren von feuchten Wäldern. Der Blauschwanz-Buffonkolibri bewegt sich in Höhenlagen zwischen Meeresspiegel und 2000 Metern.

## Unterarten
Es sind fünf Unterarten bekannt:
- Chalybura buffonii micans Bangs & Barbour, 1922[3] ist im zentralen Panama bis ins nordwestliche Kolumbien verbreitet. Die Unterart ist etwas größer. Die zentralen Steuerfedern sind dunkler blau gefärbt. Die Weibchen sind auf der Unterseite heller gräulich.[1]
- Chalybura buffonii buffonii (Lesson, RP, 1832)[4] – die Nominatform – kommt im zentralen und nordöstlichen Kolumbien und dem Nordwesten Venezuelas vor.
- Chalybura buffonii aeneicauda Lawrence, 1865[5] ist im Norden Kolumbiens sowie dem nördlichen zentralen und westlichen Venezuela verbreitet. Die Männchen sind auf der Unterseite eher goldgrün. Die zentralen Steuerfedern glänzen bronzegrün bis kupferbronzen. Die Weibchen sind blassgrau an der Unterseite mit wenigen grünen Flecken.[1]
- Chalybura buffonii caeruleogaster (Gould, 1847)[6] ist im nördlichen und zentralen Kolumbien verbreitet. Die Unterart ist die größte aller Unterarten. Die Männchen sind an Kehle und Bauch bläulich grün, die Brust ist blau. Die Weibchen sind ausschließlich grau an der Unterseite.[1]
- Chalybura buffonii intermedia Hartert, E & Hartert, C, 1894[7] kommt im Südwesten Ecuadors vor. Aufgrund der unterschiedlichen Farbe des Schnabels könnte es sich um eine eigenständige Art handeln.

## Etymologie und Forschungsgeschichte
Ursprünglich beschrieb René Primevère Lesson den Blauschwanz-Buffonkolibri unter dem Namen Trochilus Buffonii. Die Informationen zum Typusexemplar bekam er von Jean Baptiste Lucien Buquet (1807–1889). Als Sammelort vermutete Lesson irrtümlich Brasilien. Im Jahr 1854 führte Heinrich Gottlieb Ludwig Reichenbach den neuen Gattungsnamen Chalybura u. a. für den Blauschwanz-Buffonkolibri ein. Dieser Name ist ein Wortgebilde aus dem griechischen χάλυψ, χάλυβος chályps, chálybos für „Stahl“ und -οὐρός, οὐρά -ourós, ourá für „-schwänzig, Schwanz“. Der Artname wurde zu Ehren von Georges-Louis Leclerc de Buffon (1707–1788) vergeben. Micans, micantis ist lateinischen Ursprungs und bedeutet „funkelnd, glitzernd, glühend“ und kann von micare für „strahlen, glitzern, funkeln“ abgeleitet werden. Aeneicauda leitet sich von den lateinischen Wörtern aeneus für „von bronzener Farbe“ bzw. aes, aeris für „Bronze“ und cauda für „Schwanz“ ab. Caeruleogaster ist ebenfalls lateinisch aus caeruleus für „dunkelblau“ und gaster, gasteris für „Bauch“ zusammengesetzt. Intermedia leitet sich vom lateinische Wort intermedius für „intermediär, dazwischenliegend“ ab.